# Катастрофа Boeing 737 под Порт-Суданом
Катастрофа Boeing 737 под Порт-Суданом — авиационная катастрофа, произошедшая во вторник 8 июля 2003 года в окрестностях Порт-Судана с Boeing 737-2J8C суданских авиалиний, при этом погибли 116 человек, выжил только 2-летний ребенок. Это крупнейшая авиационная катастрофа в истории Судана.

## Самолёт
Boeing 737-2J8C с заводским номером 21169 и серийным 429 был выпущен в 1975 году и 29 августа совершил свой первый полёт. 15 сентября авиалайнер поступил в авиакомпанию Sudan Airways, где получил бортовой номер ST-AFK (номер во флоте компании — 39) и имя White Nile. Его два турбовентиляторных двигателя были модели Pratt & Whitney JT8D-7. Общая наработка 28-летнего самолёта составляла около 35 тысяч циклов (посадок).

## Экипаж
- Командир воздушного судна (КВС) — Авад Билал Джабер (англ. Awadh Bilal Jaber).
- Второй пилот — Амир Абдулла Аль-Нуджуми (англ. Amir Abdullah Al-Nujumi).
- Второй пилот-стажёр — Валид Амин Хаир (англ. Walid Amin Khair).
- Бортпроводники:
  - Адель Сиддик Джадулла (англ. Aadel Siddiq Jadullah),
  - Якуб Мухаммад Аль-Тайеб (англ. Yaqub Muhammad Al-Tayyeb),
  - Аль-Садек Хасан Ибрагим (англ. Al-Sadeq Hasan Ibrahim),
  - Сейфуддин Авадх (англ. Seifuddine Awadh),
  - Алимия Варша Аль-Бейт (англ. Aalimiya Warsha Al-Beit).

Также в составе экипажа были воздушный маршал Мубарак Насер (англ. Mubarak Naser) и наземные авиамеханики Исмаил Абдулла Мухамммад (англ. Ismail Abdullah Muhammad) и Аль-Тайиб Муддатир Аль-Вадаа (англ. Al-Tayyeb Muddathir Al-Wada'a).

## Катастрофа
Самолёт выполнял внутренний пассажирский рейс SD139 из Порт-Судана в Хартум и примерно в 04:00 местного времени (01:00 GMT) вылетел из Порт-Суданского аэропорта. На его борту находились 11 членов экипажа и 106 пассажиров, в том числе 14 детей. Но через 10 минут пилоты доложили об отказе двигателя и их намерении вернуться в аэропорт. В это время была пыльная буря, а видимость составляла 2,5 км. Авиалайнер заходил по курсо-глиссадной системе на полосу 35. Пилоты не увидели полосу и стали уходить на второй круг. Однако из-за их дезориентации самолёт не начал набирать высоту, а продолжал снижаться. В 04:17 летящий по курсу 150° над пустыней через пыльное облако Боинг в 5 километрах к востоку от аэропорта и недалеко от побережья Красного моря врезался в землю и полностью разрушился.
| Гражданство    | Пассажиры | Экипаж | Всего |
| -------------- | --------- | ------ | ----- |
| Великобритания | 1         | —      | 1     |
| Индия          | 3         | —      | 3     |
| Китай          | 1         | —      | 1     |
| ОАЭ            | 1         | —      | 1     |
| Судан          | 99        | 11     | 110   |
| Эфиопия        | 1         | —      | 1     |
| Итого          | 106       | 11     | 117   |

На месте был найден выживший двухлетний мальчик Салех Али Ахмед, который при этом получил ожоги и потерял правую ногу. Остальные 11 членов экипажа и 105 пассажиров, всего 116 человек погибли, выжил только двухлетний мальчик. . На настоящее время (2014 год) это крупнейшая авиационная катастрофа в истории Судана.

## Последствия
После выполнения намаза все погибшие были похоронены в братской могиле. Министр иностранных дел Судана Мустафа Осман Измаил (Mustafa Osman Ismail) заявил, что основной причиной катастрофы стали санкции США, наложенные на Судан ещё в 1997 году за пособничество террористам. Из-за этого суданские авиакомпании не могли закупать необходимые запасные части, а потому самолёты несколько лет не проходили необходимые ремонты.